# وسام الاستحقاق البافاري
وسام الاستحقاق البافاري (بالإنجليزية: Bavarian Order of Merit)‏‏ هو وسام الدولة يُمنح من قبل دولة بافاريا. تأسس في 11 يونيو 1957.